# Milhac
Pour les articles homonymes, voir Milhac (homonymie).
Milhac est une commune française, située dans le nord-ouest du département du Lot en région Occitanie.
Elle est également dans la Bouriane, une région naturelle sablonneuse et collinaire couverte de forêt avec comme essence principale des châtaigniers.
Exposée à un climat océanique altéré, elle est drainée par la Melve, la Relinquière. Elle est incluse dans le bassin de la Dordogne.
Milhac est une commune rurale qui compte 199 habitants en 2022, après avoir connu un pic de population de 939 habitants en 1806.  Elle fait partie de l'aire d'attraction de Sarlat-la-Canéda. Ses habitants sont appelés les Milhacois ou  Milhacoises.
Outre son château et son église, Milhac abrite une grotte gratuite : la grotte des soupirs.

## Géographie

### Généralités
Dans la Bouriane, dans le quart nord-ouest du département du Lot, et limitrophe de celui de la Dordogne, Milhac est une commune rurale qui fait partie de l'aire d'attraction de Sarlat-la-Canéda. Elle est arrosée par la Melve.

### Communes limitrophes
Milhac est limitrophe de sept autres communes, dont trois dans le département de la Dordogne. Milhac est limitrophe de deux d'entre elles par des quadripoints : Groléjac au nord-ouest et Sainte-Mondane au nord-est. À l'est, son territoire est distant de moins de 400 mètres de celui de Rouffilhac.
| Groléjac (Dordogne) | Veyrignac (Dordogne) | Sainte-Mondane (Dordogne) |
| Saint-Cirq-Madelon  | Milhac               | Fajoles                   |
|                     | Payrignac            | Anglars-Nozac             |

### Climat
Pour des articles plus généraux, voir Climat de l'Occitanie et Climat du Lot.
En 2010, le climat de la commune est de type climat océanique altéré, selon une étude s'appuyant sur une série de données couvrant la période 1971-2000. En 2020, Météo-France publie une typologie des climats de la France métropolitaine dans laquelle la commune est toujours exposée à un climat océanique altéré et est dans la région climatique Ouest et nord-ouest du Massif Central, caractérisée par une pluviométrie annuelle de 900 à 1 500 mm, maximale en automne et en hiver.
Pour la période 1971-2000, la température annuelle moyenne est de 12,6 °C, avec une amplitude thermique annuelle de 15,4 °C. Le cumul annuel moyen de précipitations est de 925 mm, avec 11 jours de précipitations en janvier et 6,8 jours en juillet. Pour la période 1991-2020, la température moyenne annuelle observée sur la station météorologique la plus proche, située sur la commune de Gourdon à 7 km à vol d'oiseau, est de 13,1 °C et le cumul annuel moyen de précipitations est de 823,0 mm,. Pour l'avenir, les paramètres climatiques de la commune estimés pour 2050 selon différents scénarios d’émission de gaz à effet de serre sont consultables sur un site dédié publié par Météo-France en novembre 2022.

### Milieux naturels et biodiversité

#### Espaces protégés
La protection réglementaire est le mode d’intervention le plus fort pour préserver des espaces naturels remarquables et leur biodiversité associée,.
La commune fait partie de la zone de transition du bassin de la Dordogne, un territoire d'une superficie de 1 880 258 ha reconnu réserve de biosphère par l'UNESCO en juillet 2012,.

## Urbanisme

### Typologie
Au 1er janvier 2024, Milhac est catégorisée commune rurale à habitat dispersé, selon la nouvelle grille communale de densité à sept niveaux définie par l'Insee en 2022.
Elle est située hors unité urbaine. Par ailleurs la commune fait partie de l'aire d'attraction de Sarlat-la-Canéda, dont elle est une commune de la couronne,. Cette aire, qui regroupe 45 communes, est catégorisée dans les aires de moins de 50 000 habitants,.

### Occupation des sols
L'occupation des sols de la commune, telle qu'elle ressort de la base de données européenne d’occupation biophysique des sols Corine Land Cover (CLC), est marquée par l'importance des territoires agricoles (63 % en 2018), en augmentation par rapport à 1990 (57,3 %). La répartition détaillée en 2018 est la suivante : 
zones agricoles hétérogènes (51,7 %), forêts (37 %), terres arables (6,7 %), prairies (4,5 %). L'évolution de l’occupation des sols de la commune et de ses infrastructures peut être observée sur les différentes représentations cartographiques du territoire : la carte de Cassini (XVIIIe siècle), la carte d'état-major (1820-1866) et les cartes ou photos aériennes de l'IGN pour la période actuelle (1950 à aujourd'hui).

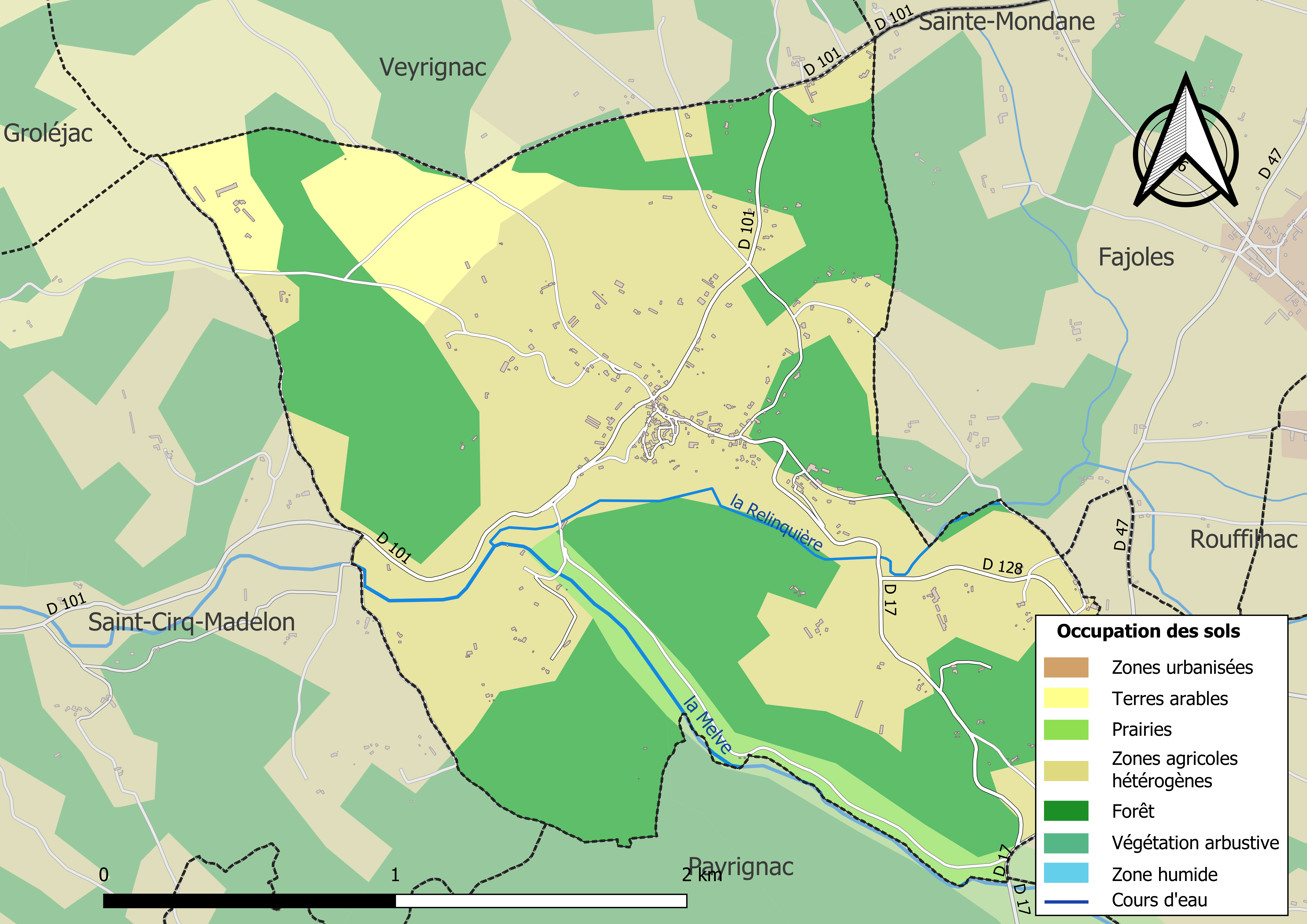
Carte des infrastructures et de l'occupation des sols de la commune en 2018 (CLC).

### Risques majeurs
Le territoire de la commune de Milhac est vulnérable à différents aléas naturels : météorologiques (tempête, orage, neige, grand froid, canicule ou sécheresse), inondations, feux de forêts, mouvements de terrains et séisme (sismicité très faible). Il est également exposé à un risque technologique, la rupture d'un barrage. Un site publié par le BRGM permet d'évaluer simplement et rapidement les risques d'un bien localisé soit par son adresse soit par le numéro de sa parcelle.

#### Risques naturels
Certaines parties du territoire communal sont susceptibles d’être affectées par le risque d’inondation par débordement de cours d'eau, notamment la Melve. La cartographie des zones inondables en ex-Midi-Pyrénées réalisée dans le cadre du XIe Contrat de plan État-région, visant à informer les citoyens et les décideurs sur le risque d’inondation, est accessible sur le site de la DREAL Occitanie. La commune a été reconnue en état de catastrophe naturelle au titre des dommages causés par les inondations et coulées de boue survenues en 1982, 1993, 1996 et 1999,.
Milhac est exposée au risque de feu de forêt du fait de la présence sur son territoire du massif Ouest. Un plan départemental de protection des forêts contre les incendies a été approuvé par arrêté préfectoral le 30 novembre 2015 pour la période 2015-2025. Les propriétaires doivent ainsi couper les broussailles, les arbustes et les branches basses sur une profondeur de 50 mètres, aux abords des constructions, chantiers, travaux et installations de toute nature, situées à moins de 200 mètres de terrains en nature
de bois, forêts, plantations, reboisements, landes ou friches. Le brûlage des déchets issus de l’entretien des parcs et jardins des ménages et des collectivités est interdit. L’écobuage est également interdit, ainsi que les feux de type méchouis et barbecues, à l’exception de ceux prévus dans des installations fixes (non situées sous couvert d'arbres) constituant une dépendance d'habitation.

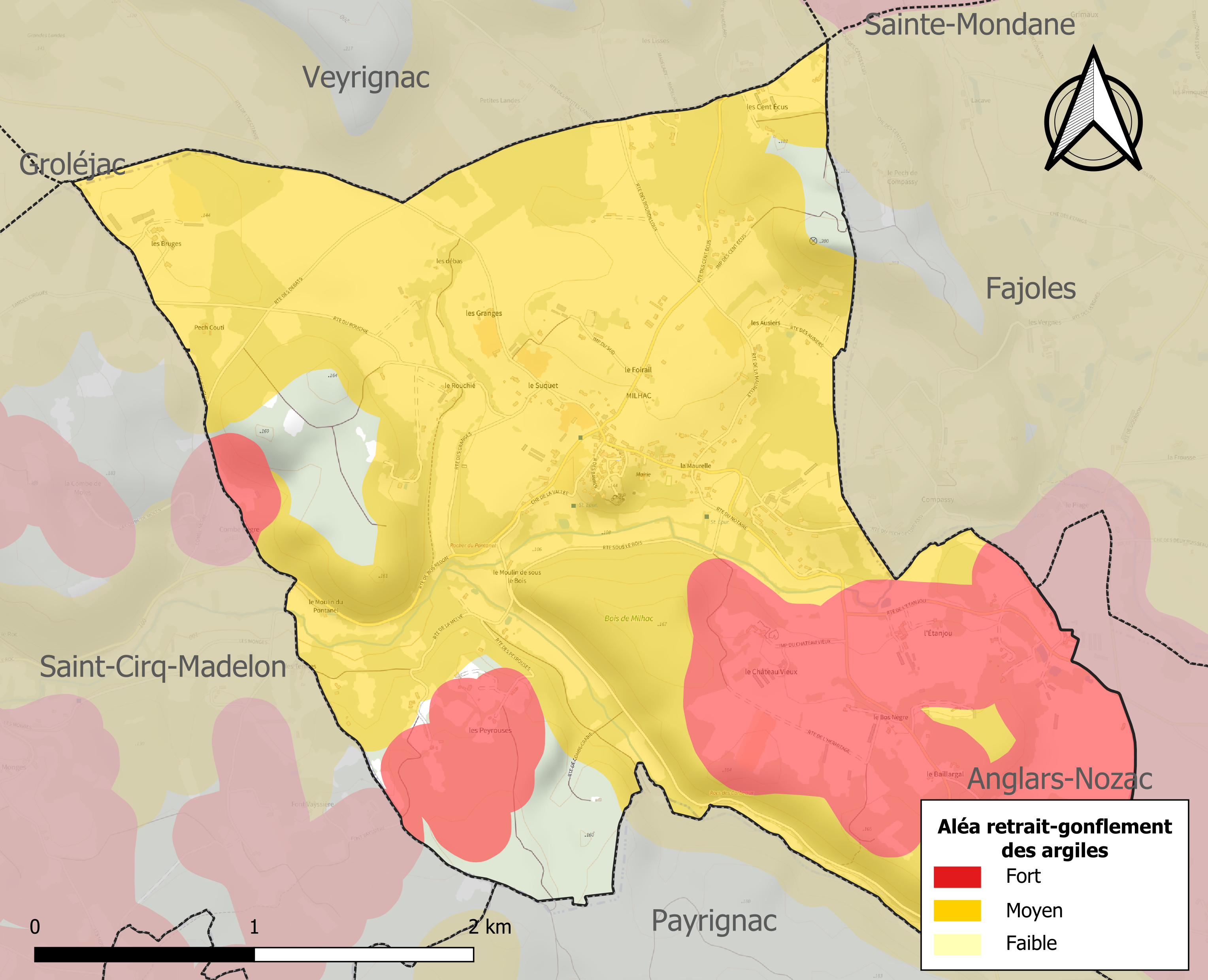
Carte des zones d'aléa retrait-gonflement des sols argileux de Milhac.

Les mouvements de terrains susceptibles de se produire sur la commune sont des éboulements, chutes de pierres et de blocs, des glissements de terrain et des tassements différentiels.
Le retrait-gonflement des sols argileux est susceptible d'engendrer des dommages importants aux bâtiments en cas d’alternance de périodes de sécheresse et de pluie. 92,6 % de la superficie communale est en aléa moyen ou fort (67,7 % au niveau départemental et 48,5 % au niveau national). Sur les 163 bâtiments dénombrés sur la commune en 2019, 161 sont en aléa moyen ou fort, soit 99 %, à comparer aux 72 % au niveau départemental et 54 % au niveau national. Une cartographie de l'exposition du territoire national au retrait gonflement des sols argileux est disponible sur le site du BRGM,.
Par ailleurs, afin de mieux appréhender le risque d’affaissement de terrain, l'inventaire national des cavités souterraines permet de localiser celles situées sur la commune.
Concernant les mouvements de terrains, la commune a été reconnue en état de catastrophe naturelle au titre des dommages causés par des mouvements de terrain en 1999.

#### Risques technologiques
La commune est en outre située en aval du barrage de Bort-les-Orgues, un ouvrage de classe A disposant d'une retenue de 477 millions de mètres cubes. À ce titre elle est susceptible d’être touchée par l’onde de submersion consécutive à la rupture de cet ouvrage.

## Toponymie
Le toponyme Milhac, d'origine gallo-romaine, est basé sur un anthroponyme Aemilius réduit à Milius. La terminaison -ac est issue du suffixe gaulois -acon (lui-même du celtique commun *-āko-), souvent latinisé en -acum dans les textes.
Ce territoire s'appelait Velanova avant de devenir une bastide, vella était une variante de villa.

## Histoire
Milhac est un village historique oublié par l'Histoire, il était sur une route jadis importante entre Gourdon et la vallée de la Dordogne et vers le passage sur la rive droite de la rivière par le bac de Calviac ou par Grolejac, évitant ainsi les mauvais génies du marécage de la Germaine.
La construction des ponts de Grolejac et de Saint-Julien-de-Lampon, il y a bientôt un siècle, développèrent d'autres voies de communication. Le château de Villeneuve de Milhac fut construit après que « le château Vieux » fut rasé par une offensive anglaise au cours de la guerre de Cent Ans.
Le baron de la Bouriane décide au début du XVe siècle la construction d'une puissante forteresse dotée de dix tours, de quarante pièces sur trois niveaux en à pic sur la vallée de la Relinquière. En avant du château se tenait une cour vaste et carrée. De là, on pénétrait par un pont-levis dans une autre cour entourée d'un fossé qui avait 18 mètres de large et 6 mètres de profondeur. Ses murs avaient jusqu'à trois mètres d'épaisseur. Les portes étaient décorées de pilastres aux chapiteaux de style dorique et de nombreuses sculptures et peintures.
Il fut modifié aux XVIe et XVIIe siècles. Ce chef-lieu de commune appartenait au marquis de Thémines de la famille de Cardaillac. Le comte de Thémines en termina la construction à la fin du XVIIe siècle. Il fut démoli par les habitants du pays lors des débuts de la Révolution. Au XIXe siècle, il était en ruines.
Comme autour de tous les mythes féodaux et selon la légende, il y aurait des passages secrets vers les châteaux de Gourdon, de Rocanadel, Masclat et Fénelon.
La maison de Pierre de Jacques est construite comme un rempart de la place forte de cette bastide. Certaines maisons furent enjolivées à partir du démembrement et de l'incendie dont le château, comme beaucoup d'autres par ici firent les frais. La maison de Pierre de Jacques est ne nouveau modifiée autour d'anciennes tours épargnées et qui portent le nom de leur nouveau propriétaire.

## Politique et administration
| Période                                  | Période  | Identité               | Étiquette | Qualité |
| ---------------------------------------- | -------- | ---------------------- | --------- | ------- |
| Les données manquantes sont à compléter. |          |                        |           |         |
|                                          |          |                        |           |         |
| 1802                                     | 1821     | Jean Chassaing         |           |         |
| 1821                                     | 1835     | Jean Baptiste Delcamp  |           |         |
| 1835                                     | 1843     | Hugues Étienne Vialle  |           |         |
| 1844                                     | 1870     | Pierre Courderie       |           |         |
| 1870                                     | 1872     | François Courderie     |           |         |
| 1873                                     | 1878     | Jean Baptiste Planchon |           |         |
| 1878                                     | 1884     | Gabriel Bourdet        |           |         |
| 1884                                     | 1886     | Jean Baptiste Planchon |           |         |
| 1886                                     | 1900     | Jean Montet            |           |         |
|                                          |          |                        |           |         |
| 1975                                     | 2001     | Gilbert Vigié          | DVG       |         |
| 2001 (réélu en mai 2020)                 | En cours | Claude Vigié           | DVC       |         |

## Démographie
L'évolution du nombre d'habitants est connue à travers les recensements de la population effectués dans la commune depuis 1793. Pour les communes de moins de 10 000 habitants, une enquête de recensement portant sur toute la population est réalisée tous les cinq ans, les populations de référence des années intermédiaires étant quant à elles estimées par interpolation ou extrapolation. Pour la commune, le premier recensement exhaustif entrant dans le cadre du nouveau dispositif a été réalisé en 2006.

En 2022, la commune comptait 199 habitants, en évolution de +7,57 % par rapport à 2016 (Lot : +1,31 %, France hors Mayotte : +2,11 %).
| 1793 | 1800 | 1806 | 1821 | 1831 | 1836 | 1841 | 1846 | 1851 |
| ---- | ---- | ---- | ---- | ---- | ---- | ---- | ---- | ---- |
| 329  | 335  | 939  | 704  | 774  | 775  | 831  | 821  | 826  |

| 1856 | 1861 | 1866 | 1872 | 1876 | 1881 | 1886 | 1891 | 1896 |
| ---- | ---- | ---- | ---- | ---- | ---- | ---- | ---- | ---- |
| 820  | 790  | 759  | 411  | 424  | 400  | 410  | 400  | 380  |

| 1901 | 1906 | 1911 | 1921 | 1926 | 1931 | 1936 | 1946 | 1954 |
| ---- | ---- | ---- | ---- | ---- | ---- | ---- | ---- | ---- |
| 361  | 337  | 313  | 290  | 280  | 270  | 260  | 224  | 164  |

| 1962 | 1968 | 1975 | 1982 | 1990 | 1999 | 2006 | 2011 | 2016 |
| ---- | ---- | ---- | ---- | ---- | ---- | ---- | ---- | ---- |
| 156  | 139  | 151  | 160  | 183  | 195  | 195  | 195  | 185  |

| 2021 | 2022 | - | - | - | - | - | - | - |
| ---- | ---- | - | - | - | - | - | - | - |
| 193  | 199  | - | - | - | - | - | - | - |

## Économie

### Revenus
En 2018, la commune compte 89 ménages fiscaux, regroupant 185 personnes. La médiane du revenu disponible par unité de consommation est de 18 900 € (20 740 € dans le département).

### Emploi
|                | 2008  | 2013  | 2018  |
| -------------- | ----- | ----- | ----- |
| Commune        | 7,9 % | 5 %   | 5,2 % |
| Département    | 7,3 % | 8,9 % | 9,6 % |
| France entière | 8,3 % | 10 %  | 10 %  |

En 2018, la population âgée de 15 à 64 ans s'élève à 114 personnes, parmi lesquelles on compte 65,5 % d'actifs (60,3 % ayant un emploi et 5,2 % de chômeurs) et 34,5 % d'inactifs,. En  2018, le taux de chômage communal (au sens du recensement) des 15-64 ans est inférieur à celui de la France et département, alors qu'en 2008 il était supérieur à celui du département et inférieur à celui de la France.
La commune fait partie de la couronne de l'aire d'attraction de Sarlat-la-Canéda, du fait qu'au moins 15 % des actifs travaillent dans le pôle,. Elle compte 41 emplois en 2018, contre 44 en 2013 et 33 en 2008. Le nombre d'actifs ayant un emploi résidant dans la commune est de 71, soit un indicateur de concentration d'emploi de 57,5 % et un taux d'activité parmi les 15 ans ou plus de 48,1 %.
Sur ces 71 actifs de 15 ans ou plus ayant un emploi, 22 travaillent dans la commune, soit 31 % des habitants. Pour se rendre au travail, 93,1 % des habitants utilisent un véhicule personnel ou de fonction à quatre roues, 1,4 % les transports en commun et 5,6 % n'ont pas besoin de transport (travail au domicile).

### Activités hors agriculture
22 établissements sont implantés  à Milhac au 31 décembre 2019.
Le secteur du commerce de gros et de détail, des transports, de l'hébergement et de la restauration est prépondérant sur la commune puisqu'il représente 45,5 % du nombre total d'établissements de la commune (10 sur les 22 entreprises implantées  à Milhac), contre 29,9 % au niveau départemental.

### Agriculture
|               | 1988 | 2000 | 2010 | 2020 |
| ------------- | ---- | ---- | ---- | ---- |
| Exploitations | 17   | 15   | 9    | 9    |
| SAU (ha)      | 253  | 374  | 330  | 344  |

La commune est dans la « Bourianne », une petite région agricole occupant une partiede l'ouest du territoire du département du Lot. En 2020, l'orientation technico-économique de l'agriculture  sur la commune est la combinaisons de granivores (porcins, volailles). Neuf exploitations agricoles ayant leur siège dans la commune sont dénombrées lors du recensement agricole de 2020 (17 en 1988). La superficie agricole utilisée est de 344 ha,,.

## Culture locale et patrimoine

### Lieux et monuments
- Le château de Milhac est le monument le plus remarquable de la commune. Il est situé au bord d'une grande falaise. Milhac a appartenu à la famille de Gourdon. Guillaume de Gourdon, coseigneur de Gourdon, possédait la seigneurie de Salviac. Il avait eu deux filles. La première, Marie, s'était mariée avec le Limousin Aymeric de Malemort. Elle hérita de la seigneurie de Salviac. La seconde, Hélène de Gourdon, s'était mariée avec le Quercinois Gisbert de Thémines. Elle hérita de la baronnie de la Bouriane. La seigneurie passa alors dans la famille de Thémines, au XIIIe siècle. Cet héritage avait amputé du territoire donné aux cisterciens en 1242 pour construire l'abbaye Sainte-Marie de Gourdon, ou abbaye Nouvelle. Le château vieux protégeant Villeneuve, village neuf du XIIIe siècle, a été détruit par les Anglais pendant la guerre de Cent Ans. Guillaume de Thémines décida de la construction du château de Milhac après cette guerre, à la fin du XVe siècle. Le nom du château s'est imposé sur celui de Villeneuve. La nouvelle forteresse comprenait 10 tours et un logis de 40 pièces sur trois niveaux au sommet de la falaise dominant la vallée de la Relinquière. Devant le logis, une cour protégée par une enceinte entourée de fossés à laquelle on accédait par un pont-levis. Une autre cour, à l'avant du pont-levis était protégée par une enceinte. Malgré un incendie provoqué par la foudre en juin 2006, les anciennes tours sont restées intactes ; seule la partie reconstruite au XXe siècle a été détruite. Le château a été réhabilité et transformé en gîte[34],[35],[36].
- L'église paroissiale Notre-Dame domine la vallée. En 1523, le seigneur de Milhac, Louis de Thémines, donna le terrain pour construire l'église et le presbytère. La construction de l'église et son mobilier restaient à la charge des habitants. Elle est citée en 1540. En 1647, l'église présentait des fissurations importantes faisant craindre pour sa solidité. Elle est reconstruite grâce à l'aide de Catherine de Lauzières qui y fit placer ses armoiries. Il se peut que certaines parties de l'église du XVIe siècle aient été conservées. C'est probablement à la Révolution que ces armoiries sont martelées. L'église a été restaurée à la fin du XIXe siècle ou au début du XXe siècle. De nouvelles armoiries, celles de Pons de Lauzières-Thémines, ont été placées au-dessus du portail[37]. L'édifice est référencé dans la base Mérimée et à l'Inventaire général de la région Occitanie[38]. Plusieurs objets sont référencés dans la base Palissy[38].

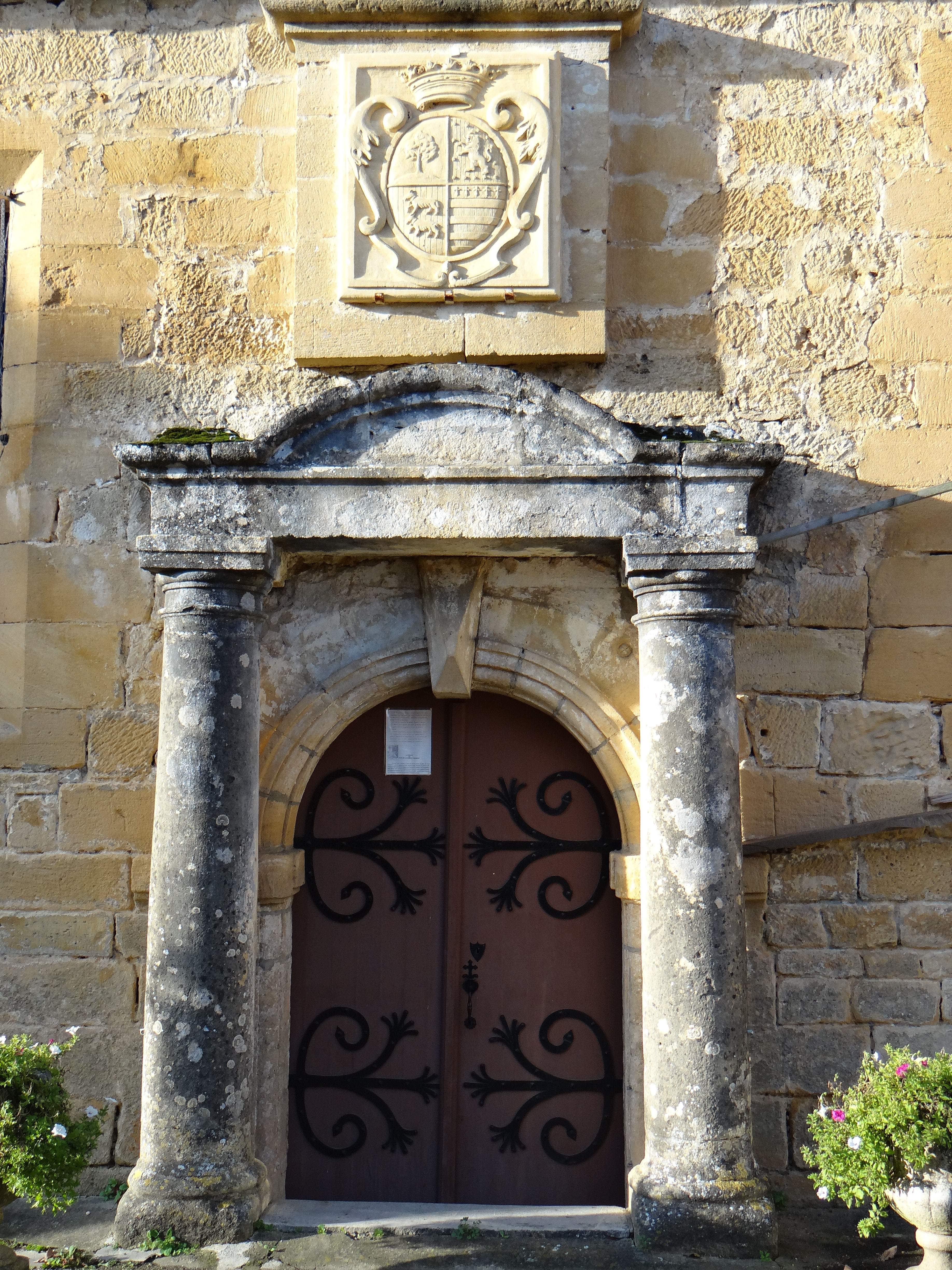
Le portail de l'église de Milhac.
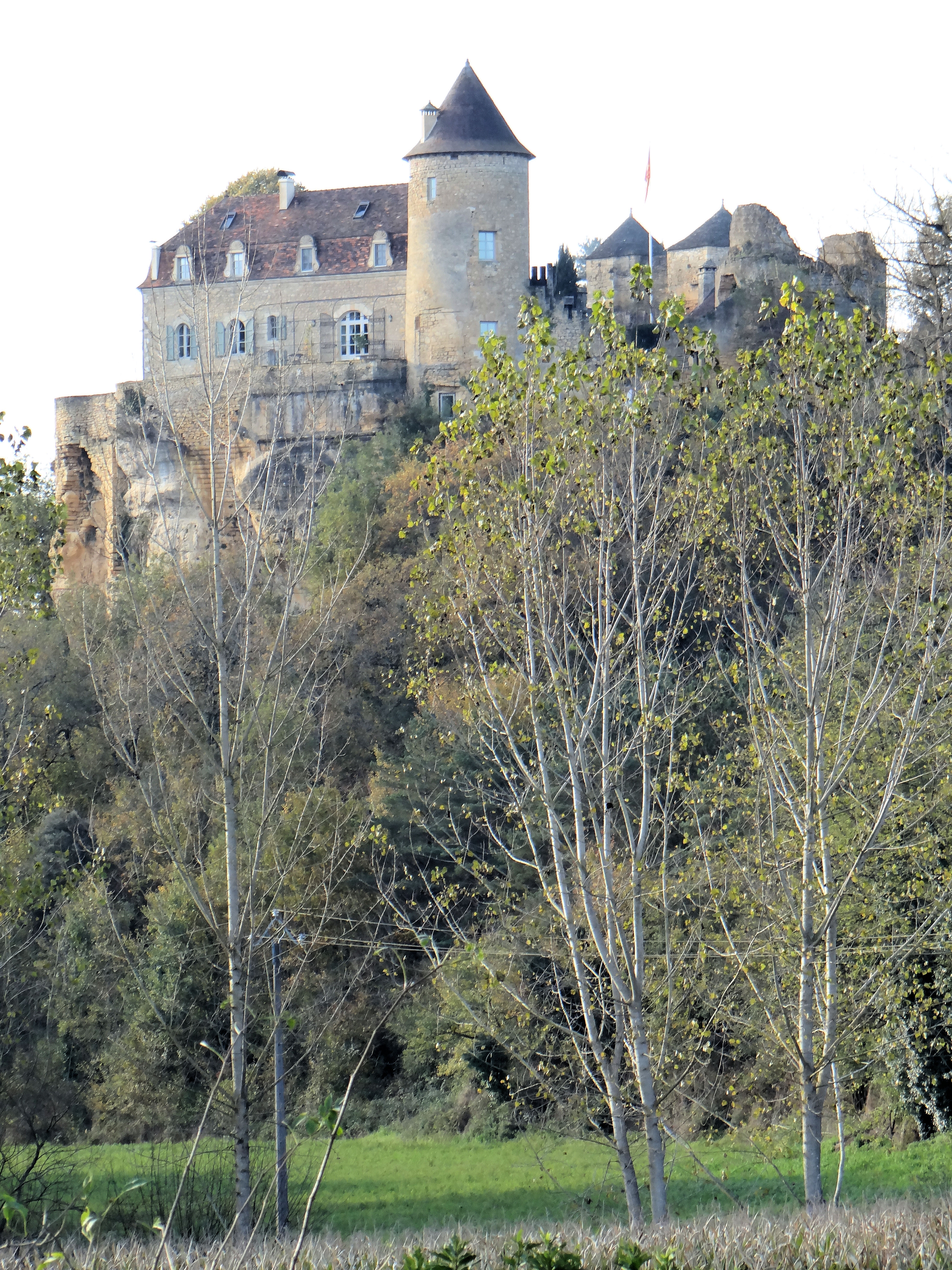
Le château de Milhac.

### Personnalités liées la commune
- Paul Boisset (1917-2006), a été curé de Milhac.

### Héraldique
| Blason à dessiner | Blason  | Écartelé: au 1er d'argent à l'arbre de sinople fruité d'or, au 2e de gueules à deux chèvres d'argent accornées de sable, l'un au-dessus de l'autre, au 3e de gueules au lion d'argent accompagné de douze besants d'argent ordonnés en orle, au 4e fascé d'or et de sable et au chef d'hermine. |
| Blason à dessiner | Détails | Le statut officiel du blason reste à déterminer. |